# Krill
El krill són crustacis planctònics de l'ordre dels eufausiacis. Viuen a tots els oceans però són especialment abundants a l'Oceà Antàrtic. El krill viu a mar oberta i constitueix un element essencial en la cadena tròfica dels animals antàrtics: pingüins, peixos i mamífers especialment els cetacis. La paraula «krill» és d'origen noruec. Es pot trobar un altre exemplar anomenat Krill antàrtic
Tenen la forma d'una petita gamba de 8 a 70 mm de longitud i al llarg del seu desenvolupament experimenten fins a deu mudes del seu esquelet extern. S'hi inclouen unes 90 espècies, la més comuna de les quals és Euphasia superba.
S'alimenten fonamentalment de diatomees que capturen filtrant l'aigua amb les seves potes plomoses. Emeten una llum entre blau i verdosa que possiblement els serveix per a reunir-se en el moment de desovar.
És tan abundant, estacionalment, que es calcula que el pes del krill triplica el pes de tota la població humana. L'explotació industrial de la pesca de krill amb finalitat d'alimentació humana es creu que podria ser una amenaça per l'equilibri ecològic de l'Antàrtida.